# Feketetorkú álszajkó
A feketetorkú álszajkó (Pterorhinus chinensis) a madarak osztályának verébalakúak (Passeriformes) rendjébe és a Leiothrichidae családjába tartozó faj.

## Rendszerezése
A fajt Giovanni Antonio Scopoli olasz természettudós írta le 1786-ban, a Lanius nembe Lanius chinensis néven. Egyes szervezetek a Garrulax nembe sorolják Garrulax chinensis néven.

## Alfajai
- Pterorhinus chinensis chinensis (Scopoli, 1786)
- Pterorhinus chinensis germaini (Oustalet, 1890)
- Pterorhinus chinensis lochmius Deignan, 1941
- Pterorhinus chinensis monachus Swinhoe, 1870
- Pterorhinus chinensis propinquus (Salvadori, 1913)

## Előfordulása
Délkelet-Ázsiában, Kambodzsa, Kína, Laosz, Mianmar, Thaiföld és Vietnám területén honos. Természetes élőhelyei a szubtrópusi vagy trópusi síkvidéki és hegyi esőerdők, valamint legelők és cserjések. Állandó, nem vonuló faj.

## Megjelenése
Testhossza 30 centiméter, testtömege 64–113 gramm.

## Életmódja
Rovarokkal, növényi anyagokkal és magvakkal táplálkozik.

## Természetvédelmi helyzete
Az elterjedési területe rendkívül nagy, egyedszáma viszont csökken, de még nem éri el a kritikus szintet. A Természetvédelmi Világszövetség Vörös listáján nem fenyegetett fajként szerepel.